# Jean Kalala N’Tumba
Jean Kalala N'Tumba (1949. január 7. – 2021. január 12.) zairei válogatott Kongói Demokratikus Köztársaságbeli labdarúgó.

## Pályafutása

### A válogatottban
A zairei válogatottban szerepelt. Részt vett az 1972-es afrikai nemzetek kupáján, és az 1974-es világbajnokságon.

## Sikerei, díjai
Vita Club
- CAF-bajnokok ligája (1): 1973